# Team UK Youth

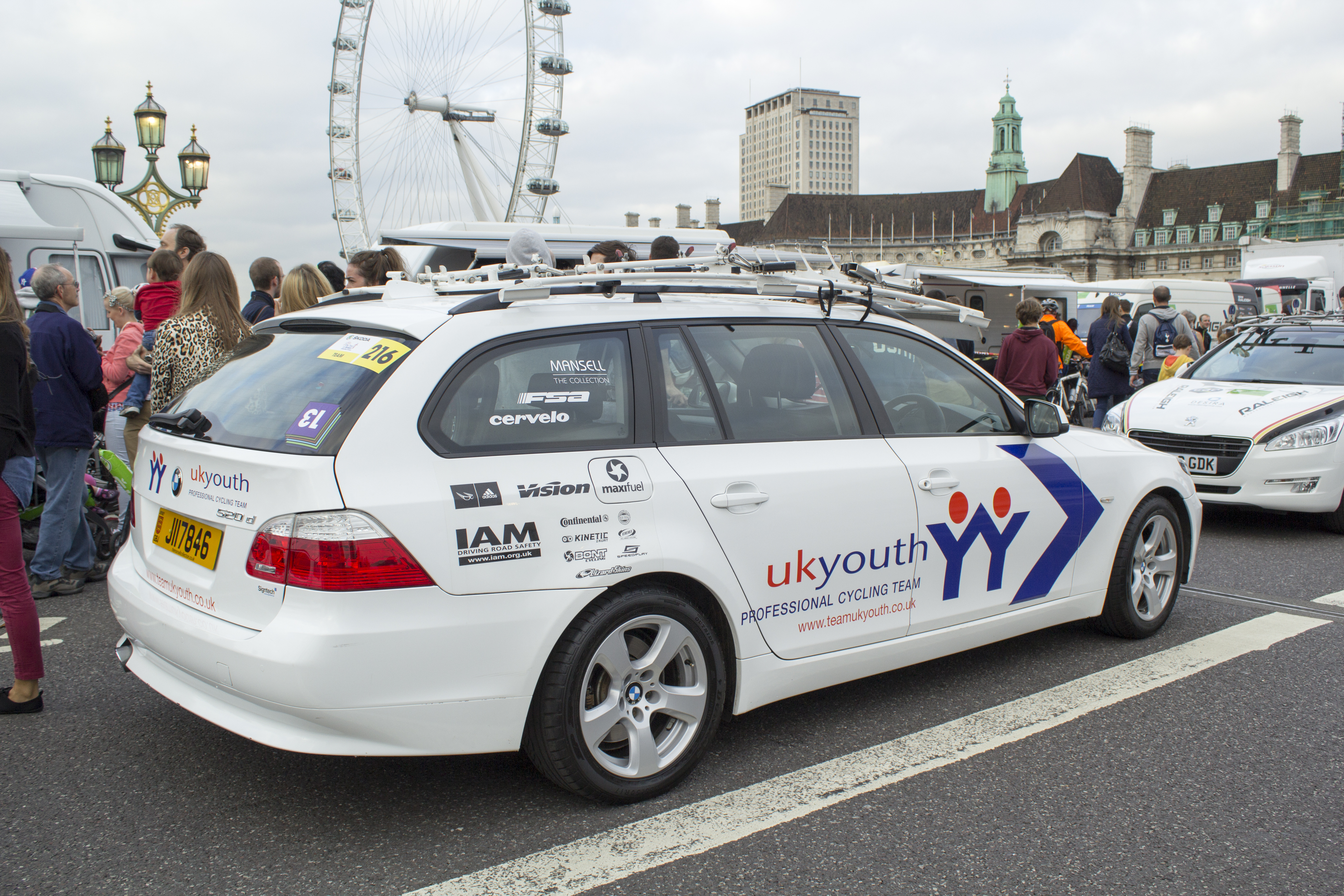
Vehicle de l'equip al 2013

El Team UK Youth (codi UCI: UKY) va ser un equip ciclista professional britànic. Fundat al 2011 com amateur, l'any següent va tenir categoria continental. A finals del 2013 va desaparèixer.

## Principals victòries
- Rutland-Melton International CiCLE Classic: Ian Wilkinson (2013)
- An Post Rás: Marcin Białobłocki (2013)

### Grans Voltes
- Tour de França
  - 0 participacions

- Giro d'Itàlia
  - 0 participacions

- Volta a Espanya
  - 0 participacions

## Classificacions UCI
L'equip participava en les proves dels circuits continentals i principalment en les curses del calendari de l'UCI Europa Tour.
UCI Europa Tour
| Temporada | Classificació per equips | Millor ciclista en la classificació individual |
| --------- | ------------------------ | ---------------------------------------------- |
| 2012      | 95è                      | Christofer Stevenson (350è)                    |
| 2013      | 66è                      | Marcin Białobłocki (192è)                      |